# Stare Dzierżążno (gromada)
Stare Dzierżążno – dawna gromada, czyli najmniejsza jednostka podziału terytorialnego Polskiej Rzeczypospolitej Ludowej w latach 1954–1972.
Gromady, z gromadzkimi radami narodowymi (GRN) jako organami władzy najniższego stopnia na wsi, funkcjonowały od reformy reorganizującej administrację wiejską przeprowadzonej jesienią 1954 do momentu ich zniesienia z dniem 1 stycznia 1973, tym samym wypierając organizację gminną w latach 1954–1972.
Gromadę Stare Dzierżążno z siedzibą GRN w Starym Dzierżążnie (w obecnym brzmieniu Stare Dzierzążno) utworzono – jako jedną z 8759 gromad na obszarze Polski – w powiecie złotowskim w woj. koszalińskim na mocy uchwały nr 43/54 WRN w Koszalinie z dnia 5 października 1954. W skład jednostki weszły obszary dotychczasowych gromad Stare Dzierżążno, Nowy Dwór i Stawnica (bez wybudowania o nazwie Kolonia Stawnica przyległego do Płoskowa, a włączonego do gromady Zakrzewo) ze zniesionej gminy Radawnica oraz obszary gruntów RZS Prochy z dotychczasowej gromady Stara Wiśniewka ze zniesionej gminy Stara Wiśniewka w tymże powiecie. Dla gromady ustalono 9 członków gromadzkiej rady narodowej.
31 grudnia 1959 z gromady Stare Dzierżążno wyłączono wieś Nowy Dwór, włączając ją do gromady Radawnica w tymże powiecie, po czym gromadę Stare Dzierżążno  zniesiono, a jej (pozostały) obszar włączono do gromady Stara Wiśniewka tamże.